# Alauda
Alauda é um gênero de aves naturais da Europa, Ásia e montanhas do norte da África.

## Espécies
- Alauda leucoptera Pallas, 1811
- Alauda razae (Alexander, 1898)
- Alauda gulgula Franklin, 1831
- Alauda arvensis Linnaeus, 1758
  - Alauda arvensis japonica Temminck & Schlegel, 1848